# Diascia pachyceras
Diascia pachyceras är en flenörtsväxtart som beskrevs av Ernst Meyer och George Bentham. Diascia pachyceras ingår i släktet tvillingsporrar, och familjen flenörtsväxter. Inga underarter finns listade i Catalogue of Life.